# (127546) 2002 XU93
(127546) 2002 XU93 est un objet transneptunien découvert le 4 décembre 2002 par Marc W. Buie. En 2017, l'inclinaison record de son orbite de 77,9° en fait un objet remarquable.